# 熊江琉衣
熊江 琉衣（くまえ るい、1995年4月17日 - ）は、日本のモデル、タレント、レースクイーン、グラビアアイドルである。
中国四川出身。所属事務所はアイズ → イデア。

## 略歴
高校生時代から9頭身というスタイルを生かしモデル業を始め、大学入学と共に本格的な活動を開始する。
2015年2月8日のワンダーフェスティバル2015冬で、「レーシングミクサポーターズ2015」新メンバーとして紹介され、4月4日に2015年度SUPER GT 第1戦 岡山国際サーキットでレースクイーンとしてデビューする。7月2日から日テレジェニック2015候補生として『次世代アイドル発掘バラエティー 人気者になろう!』にレギュラー出演し、9月10日に日テレジェニック2015に選出され、12月18日にイメージDVD『琉璃色タイム』を発売する。
2016年3月19日に東京ガールズコレクション公式ランニングチーム「TOKYO GIRLS RUN」5期生に選出され、3月28日に『PON!』お天気お姉さんの月曜日担当レギュラーになり、5月22日にTOKYO GIRLS RUNのメンバーとして軽井沢ハーフマラソンに出走して人生初マラソンの21kmを2時間6分で完走した。同年、人気タレントの登竜門とされる「2017年度三愛水着楽園イメージガール」に選出され（16代目）、11月7日にお披露目。
2017年2月19日、京都マラソンに出場。同年11月22日、アールビーズ「月刊ランナーズ」の年間表紙モデルに決定したことが発表された。
2019年、所属事務所の変更とともに、名前表記を熊江琉唯→熊江琉衣に変更。コロナ禍となり時間が出来たことをきっかけに、同年6月からYoutubeチャンネル『チャイナ娘くまちゃん』を開設し更新。英語の勉強チャンネルはあるのに、中国語を扱ったものはないことから言葉の解説を始め、徐々に扱うテーマを広げ人気チャンネルとなる。動画を通して自分のアイデンティティについても考えるきっかけとなったという。

## 人物
- 中華人民共和国出身で9歳まで中国で育った[14]。小学校卒業後、一度、中国に渡り、中学１年生の秋に日本に戻る[15]。18歳の時に両親とともに日本国籍に帰化[16][17][18]。中国語が堪能で、「人気者になろう!」（日本テレビ）内で中国語を披露した。中国語講師もしている。ただし家庭内では日本語と中国語まぜこぜで喋っていることもあり、「日本語が100だとしたら、中国語は30程度」と述べている[15]。
- 帰化後の姓は父方の祖母の「熊」に父の名前由来の「江」を付けたもので「熊江」は通名ではなく本名である[19]。名は常用漢字表及び人名用漢字表に存在しない漢字があるため、発音が似ている漢字に変更、ただし、旧芸名や現芸名が戸籍名と同じであるかどうかは非公表である。
- アニメやマンガを好み、イラストやデザイン画を描いたり、洋服の作成などクリエイティブなことを趣味としており、ツイッターやインスタグラム、ブログに絵を掲載している。
- スピリチュアルやUFOなどの超常的なことにも興味がある。
- 晴れ女を自称している[20][21]。
- 梅雨時に塞ぎがちになる心を和ませてくれることから[22]、アジサイを好む。
- 視力が悪く、普段は眼鏡やコンタクトレンズを使用している[23][24]。

## 動画配信
- YouTube

自身のチャンネル【チャイナ娘くまちゃん】2019年6月28日 -
中国語学習に関するコツや中国の文化、生活についての動画を配信中。
TCK 東京シティ競馬【公式】【ウマきゅん】レギュラー出演中 2022年4月21日 -
日替わりのレギュラー陣が、ゆるいトークやまったり競馬予想をお届けする、東京シティ競馬公式のライブ番組

## 作品

### 映像作品
- 琉璃色タイム（2015年12月18日、イーネット・フロンティア）[27]
- るい色予報（2016年8月26日、エスデジタル）

## 出演

### テレビ
- 次世代アイドル発掘バラエティー 人気者になろう!（2015年7月2日 - 9月、日本テレビ）
- PON!（2016年3月28日 - 2018年9月、日本テレビ）
  - 月曜日お天気担当（2016年3月28日 - 2017年3月27日）
  - エンタメリポーター（2017年1月 - 不定期）
  - 水曜日「イケメン筋肉観賞会」会長（2017年7月 - 2018年9月）
- 一夜づけ（2017年3月27日 - 、テレビ東京）助手（5期）
- ナカイの窓「日テレ秋のカラダWEEK・カラダ自慢SP美脚自慢」（2017年11月15日深夜、日本テレビ）
- 1億人の大質問!?笑ってコラえて!「笑ってコラえて砲スクープ探しの旅」兵庫県姫路市辻井（2018年3月28日、日本テレビ）
- バカ正直におジャマします〜ピュアにニッポン社会科見学〜[28]（2025年6月7日、テレビ東京）

### ラジオ
- 劇団サンバカニバール（2017年4月 - 2018年3月、FM富士）
- オレたちゴチャ・まぜっ!〜集まれヤンヤン〜（2017年4月16日 - 2018年4月14日、MBSラジオ） - ヤンヤンガールズ9期生
- 吉田照美の森羅万SHOW〜斬り捨て御免〜（2018年4月 -） - アシスタント

### ショー
- 東京ガールズコレクション（2015年9月27日）
- 東京ガールズコレクション（2016年3月19日）

### レースクイーン
- レーシングミクサポーターズ（2015年） 他メンバー：水谷望愛、荒井つかさ、山村ケレール

### イベント
- ワンダーフェスティバル2015冬（2015年2月8日、幕張メッセ）
- ギャルパラ七夕祭り2015（2015年7月11日、パセラリゾーツAKIBA）
- ワンダーフェスティバル2015夏（2015年7月26日、幕張メッセ）
- 人気者を撮ろう!青（ブルー）（2015年8月15日、Pia31 Bayside）
- キャラホビ2015 C3×HOBBY（2015年8月22日 - 23日、幕張メッセ）
- 「次世代アイドル発掘バラエティー 人気者になろう!」オフィシャルイベント “魅惑の夏まつり2015”（2015年9月5日、PREMIERE YOKOHAMA）
- ツーリズムEXPOジャパン2017（2017年9月21日 - 24日、東京ビッグサイト）[1]

### 広告
- 2017年度 三愛水着楽園イメージガール[11]
- 2017年度よみうりランドプールWAITVCM・デジタルサイネージ・ポスター・web
- 2018年度ワコールサクセスウォークイメージキャラクター デジタルサイネージ・ポスター・web

## 書籍

### 雑誌
- 週刊プレイボーイ（2015年9月21日号）[29]
- 週刊ヤングジャンプ（2016年6月14日号）
- Ray（2016年9月号）
- 週刊ヤングマガジン
- 週刊ビッグコミックスピリッツ 2017年49号（2017年11月6日発売）
- 月刊ランナーズ（2018年1月号 - 2019年12月号まで年間表紙モデル）
- フォトテクニックデジタル(2018年1月号)